# Edmond Kapllani
Edmond Kapllani (nascut el 31 de juliol de 1982 en Durrës, Albània) és un futbolista albanès que actualment juga de davanter al FC Augsburg en la 2a Bundesliga alemanya.